# JetLite
JetLite, ursprünglich Sahara Airlines, dann Air Sahara, war eine indische Fluggesellschaft mit Sitz in Neu-Delhi. Sie war eine Tochtergesellschaft der Jet Airways.

## Geschichte
Gegründet wurde die Fluggesellschaft am 20. September 1991 als Sahara Airlines. Der Flugbetrieb wurde am 3. Dezember 1993 mit zwei Boeing 737-200 aufgenommen. Zunächst wurde vor allem der Norden Indiens bedient, bevor man den Flugbetrieb auf ganz Indien ausweitete. Am 2. Oktober 2000 wurde die Airline in Air Sahara umbenannt, am 22. März 2004 der erste internationale Flug von Chennai nach Colombo durchgeführt. 
Im Jahr 2006 wurde die Fluggesellschaft von Jet Airways für 350 Millionen US-Dollar übernommen. Im April 2007 wurde die Gesellschaft erneut umbenannt, dieses Mal in JetLite. Jet Airways wollte die Fluggesellschaft nach deren Umbenennung als Billigfluggesellschaft positionieren. Am 25. März 2012 wurde JetLite jedoch im Rahmen einer Umstrukturierung in die Schwestergesellschaft JetKonnect integriert und aufgelöst.

## Ziele
JetLite operierte überwiegend im Inland, wo sämtliche Ballungsgebiete miteinander verbunden waren.

## Flotte
Im Februar 2012 bestand die Flotte der JetLite aus 19 Flugzeugen:
- 9 Boeing 737-700
- 8 Boeing 737-800
- 2 Boeing 737-900

## Zwischenfälle
- Am 8. März 1994 wurde mit einer Boeing 737-200 der Sahara Airlines (Luftfahrzeugkennzeichen VT-SIA) ein Trainingsflug am Flughafen Neu-Delhi durchgeführt. Fünf Touch-and-Go-Landungen erfolgten ohne besondere Vorkommnisse, nach der sechsten neigte sich die Maschine plötzlich stark nach links und stürzte auf das Vorfeld des internationalen Terminals. Das brennende Wrack der Maschine rutschte gegen eine Iljuschin Il-86 der Aeroflot, welche daraufhin ebenfalls in Brand geriet und zerstört wurde. Bei dem Unfall starben alle vier Besatzungsmitglieder der Boeing, in der Iljuschin vier weitere Menschen sowie eine Person auf dem Vorfeld. Ursache war die Betätigung des Seitenruders durch einen auszubildenden Piloten in die falsche Richtung bei einem simulierten Triebwerksausfall (siehe auch Flugunfall am Flughafen Delhi 1994).[4]